# Freiheiten (Königsberg i. Pr.)

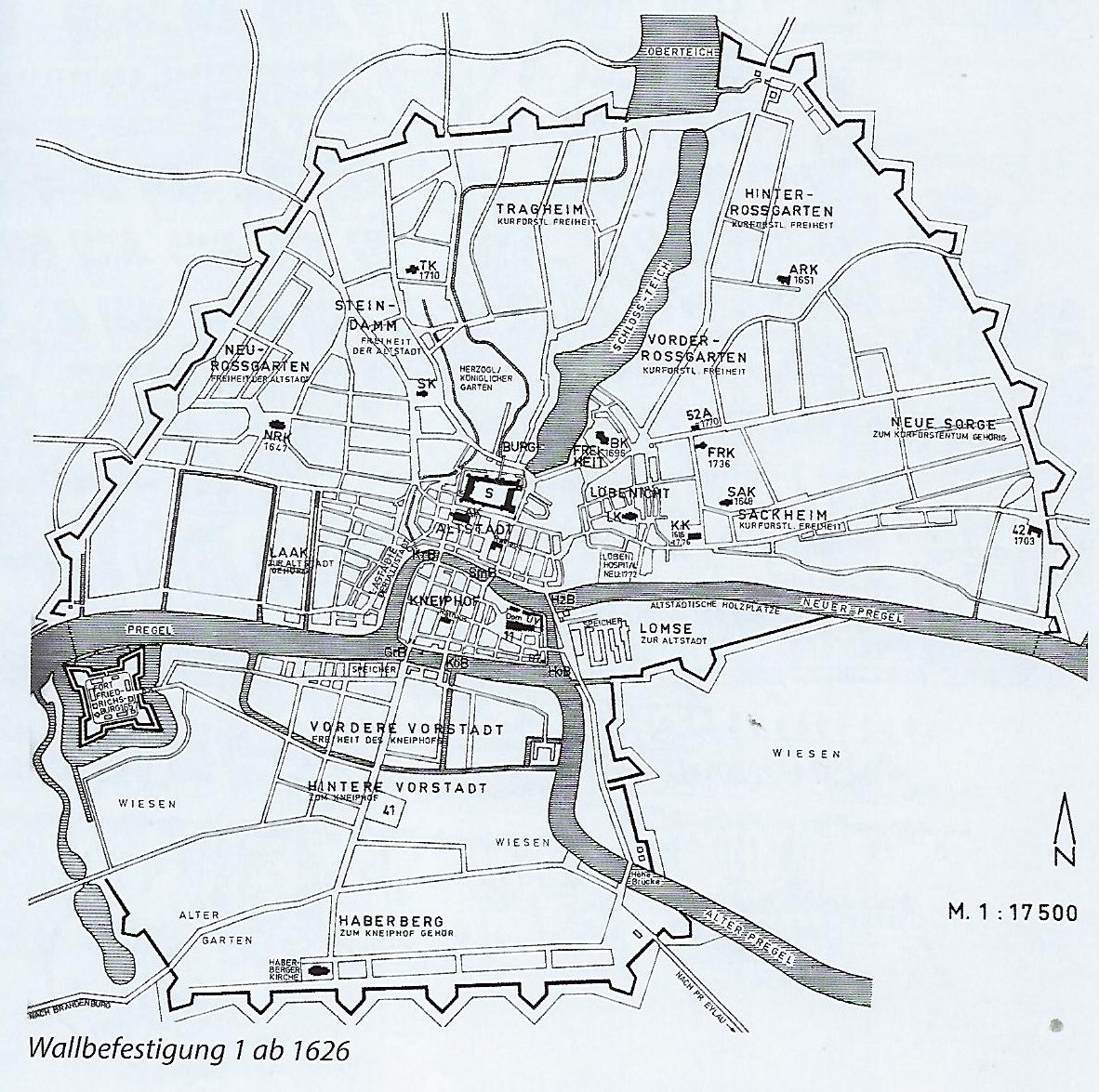
Wallbefestigung und Städte Königsbergs (1626)

Freiheiten waren Siedlungen im alten preußischen Königsberg, die in Verwaltung, Rechtspflege, Kirchen- und Schulangelegenheiten von den Burgen oder Städten abhängig waren, auf deren Gebiet sie lagen.
In Königsberg war der Oberburggraf die höchste Gerichtsbarkeit und die höchste Instanz für die Zivilgerichtsbarkeit. Sein Vertreter war der Kanzler. Ausführende Organe waren die Schlossschützen. Für Kriminalsachen war das Hofhalsgericht zuständig.
Die nördlich der Burg gelegene Burgfreiheit begann in der Junkergasse. Hier wohnten die adligen Beamten, Junker und die für die Burg arbeitenden Bürger und Handwerker. Die Burgfreiheit erhielt nie ein eigenes Gerichtssiegel und Wappen, da sie zum Sitz der Herrschaft, der Burg, gehörte. Dort, besonders in der Burggasse, wurden zur  Zeit des Großen Kurfürsten die französischen Réfugiés angesiedelt. Dadurch stieg ihre Bedeutung, so dass nach der Königskrönung (1701) die Erhöhung der Burgfreiheit zu einer vierten Stadt Königsbergs, Friedrichstadt, erwogen wurde. Sie scheiterte am Konkurrenzdenken der drei anderen Städte (Altstadt, Löbenicht und Kneiphof) und einer Bestechung des Ministers Wartenberg mit 200 Dukaten.
1809 verzichtete Friedrich Wilhelm III. auf sein Dominialeigentum an der Burgfreiheit zugunsten der Stadt.